# Joep Packbiers
Joep Packbiers, född 19 januari 1875, död 8 december 1957, var en holländsk bågskytt. Han deltog vid olympiska sommarspelen 1920.